# Hadrestia aenea
Hadrestia aenea är en tvåvingeart som beskrevs av Thomson 1869. Hadrestia aenea ingår i släktet Hadrestia och familjen vapenflugor. Inga underarter finns listade i Catalogue of Life.